# J-K51
J-K51(ジェイ ケイ ゴーイチ)は、ケンウッド（現・JVCケンウッド）が製造し、J-フォン（後のvodafone, 現・ソフトバンク）が販売していたPDC通信方式の携帯電話端末である。

## 特徴
出典: (1)
J-SH51に次いで第2弾となるJ-5xシリーズの端末で、ダイマジックの3Dサウンド技術「DiMAGIC Virtualizer X」により迫力のあるサウンドを実現している。また、着信メロディにあわせてカラフルに点滅する「ツイン・イルミ」も搭載している。 
ちなみに、KENWOODの携帯電話端末としては最終機種となり、最初で最後となる写メール対応機種となっている。